# Jean Doublet
Pour les articles homonymes, voir Doublet.

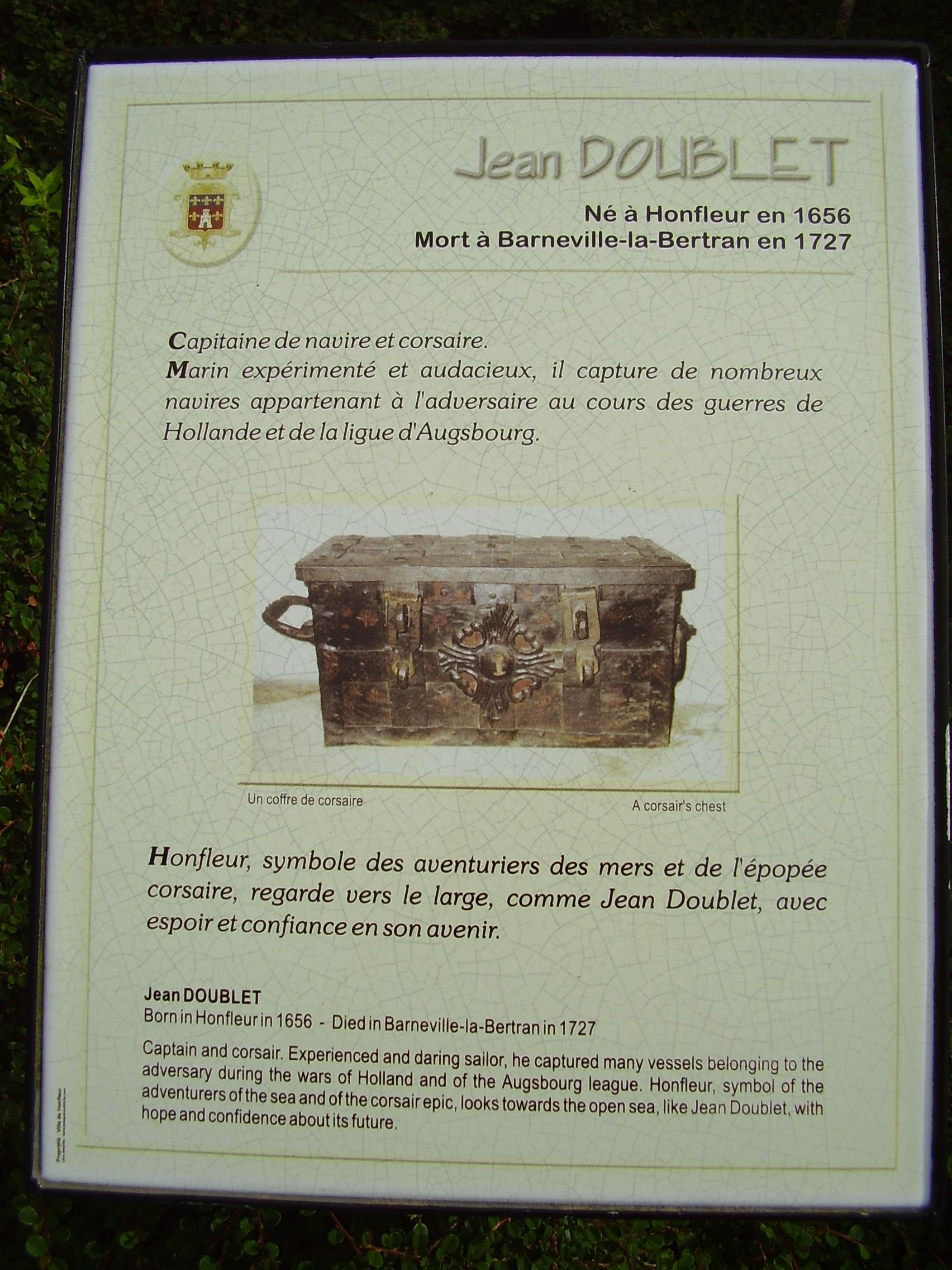

Jean François Doublet est un corsaire français, né à Honfleur dans les derniers mois de 1655, et mort le 20 décembre 1728 à Barneville-la-Bertran. Il est l'un des seize enfants de Madeleine Fontaine et de François Doublet, apothicaire devenu capitaine marchand, armateur et entrepreneur aventureux.
Jean Doublet demeure méconnu, malgré une longue carrière en mer de quarante-huit ans, pour le moins très hétéroclite. Reconnu comme un excellent pilote, il est le témoin privilégié de l'ensemble de l'histoire maritime de l'époque de Louis XIV, dont il nous a laissé un témoignage, reconstitué à la fin de sa vie, ayant perdu par deux fois l'ensemble des écrits de son journal de bord. Il est sans conteste le corsaire le plus prolifique, ayant laissé ses mémoires rédigées avec soin et minutie.

## Biographie

### Les premiers pas avec son père
En 1663, à l'âge de sept ans, Jean Doublet effectue son baptême de mer. Alors que son père s'apprête à partir en expédition pour les Îles de la Madeleine dans le golfe du Saint-Laurent au Canada pour le compte de la Compagnie de la Nouvelle-France, le jeune Jean Doublet se cache sous des linges pour s'embarquer avec son père, qui s'y opposait. Découvert peu de temps après, par le contremaître Jean l'Espoir, s'étant jeté de fatigue sur les linges qui le cachaient. Son père en colère voulu le faire ramener par le premier navire à destination de Honfleur les croisant, mais l'occasion ne se présenta pas, aussi Jean eu l'occasion unique de suivre son père durant l'ensemble de son entreprise.
De retour à Honfleur en décembre 1663, Jean Doublet reprend la mer avec son père et retourne au Canada. Mais la colonisation entreprise par François Doublet l'année précédent est un échec et il vend ses navires pour payer ses dettes.
En 1665, il retourne avec son père à Québec pour exploiter une mine de plomb sur les côtes de Gaspé pour le compte de la Compagnie française des Indes occidentales (qui a remplacé la Compagnie de la Nouvelle-France). Il y découvre le Québec et les Indiens mais fait naufrage en 1667 à Terre-Neuve.
De retour en France, il embarque sur le terre-neuvier d'un parent proche où il apprend la manœuvre et la navigation.

### Début de carrière
En 1672, il est écrivain et second pilote à bord du négrier de l'un de ses cousins, la flûte le Chasseur : en Guyane, ils échangent 150 esclaves du Sénégal contre du sucre et de l'indigo.
Lors du trajet de retour vers la France, le Chasseur est capturé par des corsaires flessingois. En route pour Flessingue, l'équipage se rebelle contre les corsaires ; mais le Chasseur est ensuite capturé et pillé par d'autres corsaires, anglais cette fois, malgré l'alliance qui unissait l'Angleterre et la France durant la guerre de Hollande. L'équipage est débarqué près de Douvres. L'affaire, portée devant le duc d'York, se conclut avec heur.
En 1673, Jean Doublet voyage vers les Antilles au sein d'une flotte de trente-quatre navires. Entre le mauvais temps, la maladie, les corsaires et les mauvais traitements du capitaine, le périple est pénible. Il est d'ailleurs blessé lors d'un combat naval opposant son escadre à deux vaisseaux du port de Hambourg.
Jean Doublet retourne à Dunkerque en 1679. Il y rencontre Jean Bart qui l'engage comme second lieutenant à bord d'une frégate royale. Il y fait ses preuves et est engagé comme premier lieutenant sur la frégate de 30 canons la Sorcière, sous les ordres du capitaine de Latre.
Jean Doublet suit des cours d'hydrographie à Dieppe et passe l'examen de pilote.
Peu après, il devient commandant de la Diligente, une frégate corsaire de 14 canons. Il croise en mer du Nord, y réussit deux prises mais est blessé à la tête d'un coup de fusil.
Vers 1681, il connaît de nombreuses déconvenues qui le ruinent durant des voyages commerciaux entre l'Espagne, les îles Canaries et les Açores : corsaires algériens, tempêtes, peste, mise en quarantaine et naufrage.
Vers 1684, Jean Doublet quitte Dunkerque pour les îles Canaries avec une barque de quarante hommes ; il y pratique avec succès la guerre de course contre l'Espagne, multipliant les razzias violentes sur les côtes de Tenerife.
La paix revenue avec la trêve de Ratisbonne le 15 août 1684, Jean Doublet reprend son commerce avec Madère et les Canaries.

### Au service du secrétariat d'État de la Marine
En 1688, Jean Doublet croise dans la mer du Nord et dans la Manche avec une corvette de 24 canons. Faute de prise, il s'empare d'une pinasse hollandaise de 600 tonneaux amarrée dans le port de Saltash. Dès lors, Jean-Baptiste Colbert de Seignelay, alors secrétaire d'État de la Marine, lui confie diverses missions.
En 1689, Jean Doublet est chargé de surveiller la Royal Navy à l'entrée de la Tamise et le long des côtes anglaises, avec deux barques longues sous son commandement. Il croise la flotte du comte de Tourville en provenance de Toulon et fait une descente sur les côtes anglaises pour ramener des prisonniers qui le renseignent sur les forces en présence.
Après la mort de Seignelay en 1690 il reprend la profession de corsaire à partir de Brest. 
La même année, il échoue à amener un ingénieur français en Écosse, mission confiée par Jérôme Phélypeaux de Pontchartrain, le nouveau secrétaire d'État de la Marine. Jean Doublet passe son brevet de lieutenant de frégate et reçoit le commandement de la Serpente et de la Sorcière, deux frégates corsaires royales.
Au retour d'Elseneur (Danemark) où il accompagnait deux officiers anglais, sa frégate fait naufrage près de Dunkerque. Une flûte du roi de 40 canons, le Profond, lui est alors confiée. Il la laisse rapidement au corsaire René Duguay-Trouin.
Le 14 octobre 1692, Jean Doublet épouse Françoise Fossard à Saint-Malo. Sa première fille, Jeanne Rose, naît dans cette même ville en 1693.

### Capitaine corsaire
Toujours en 1693, Jean Doublet prend le commandement d'une frégate corsaire de Granville, le Jeune Homme (160 tonneaux, 16 canons et 25 hommes), armée par Jean-François Lévesque de Beaubriand. De mai à juillet, le Jeune Homme croise dans la Manche mais ses prises et ses rançons rapportent peu. Il prend donc le commandement d'une autre frégate corsaire de Saint-Malo de 350 tonneaux, le Comte de Revel, avec laquelle il chasse à nouveau dans la Manche où il capture un garde-côte anglais de 300 tonneaux et 40 canons.
Toujours en 1693, les Anglais bombardent Saint-Malo. Jean Doublet prend part à la défense de la ville, ce qui lui vaut du gouverneur et amiral de Bretagne, le duc de Chaulnes Charles d'Albert d'Ailly, une épée « à garde et poignée d'argent doré et d'un beau ceinturon brodé ».
En 1695, Jean Doublet participe à la campagne de course organisée par Charles d'Albert d'Ailly. Il dirige le garde-côté capturé armé en guerre et marchandises par La Motte Gaillard et rebaptisé le Duc de Chaulnes ; il croise avec le Comte de Revel le long des côtes irlandaises.
Jean Doublet aide Saint-Malo à tenir tête à l'amiral John Berkeley venu bombarder la ville.
En 1696, il arme au commerce vers les Açores et Salé. Il continue de pratiquer la guerre de course à l'occasion.
Jean Doublet se rend à Marseille avant de regagner la Manche en 1697, où il est capturé par les Anglais. Il reste prisonnier trois mois et demi à Plymouth. Il est libéré juste avant le retour à la paix. Il revient alors à Honfleur et reprend la pêche morutière à Terre-Neuve.
La deuxième fille du couple Doublet, Marie Madeleine, naît en 1699 et meurt peu de temps après.
Après plusieurs campagnes, il effectue un voyage commercial à Saint-Domingue en 1702.
Françoise Louise Marguerite, la troisième fille du couple Doublet, naît en 1704 mais meurt elle aussi peu après.

### Au service de la Compagnie de l'Asiento
Jean Doublet prend le commandement de quatre vaisseaux de la Compagnie de l'Asiento, fraîchement créée par son protecteur Du Casse : l’Avenant, la Badine, le Marin et le Faucon. En 1704, l'escadre quitte La Rochelle pour la Guinée. Elle arrive à Ouidah forte d'une dizaine de prises. Jean Doublet charge plus d'un millier d'esclaves qu'il conduit à La Grenade.
Il y tombe gravement malade, se remet et séjourne quelque temps à La Havane.
Les directeurs de la Compagnie de l'Asiento, informés par des lettres de la Martinique, accusent les capitaines des vaisseaux d'avoir « fait un commerce particulier très considérable, fabriquant des inventaires mensongers, des cargaisons de plusieurs bateaux ennemis qu'ils avaient pris sur la côte d'Afrique, et les vendant à leur compte ». Le directeur Saupin et l'intendant Michel Bégon ouvrent une instruction. Le 8 juillet 1705, un ordre d'arrestation du Roi contre Jean Doublet et Frondat (le capitaine de la Badine) est envoyé à La Rochelle. Les capitaines Doublet et Frondat arriveront à un compromis financier avec la Compagnie de l'Asiento le 25 décembre 1713.

### Dernières aventures et retraite
Jean Doublet rentre en France en 1706. L'année suivante, il accepte le commandement du Saint-Jean Baptiste (500 tonneaux et 36 canons), transportant le père Louis Feuillée en mission botanique, pour piller les mers du Sud : Montevideo, Valparaíso, Coquimbo, Cobica, Chipana, Arica, Callao et Lima, ce qui explique le silence de Feuillée sur le capitaine dans sa relation de voyage. Il dresse des cartes coloriées pour y décrire les rades.
Il revient à Port-Louis le 22 avril 1711 avec un butin s'élevant à 635 000 piastres d'or et d'argent.
Jean Doublet se retire définitivement à Honfleur pourvu d'une charge de capitaine-exempt d'une compagnie de gardes-suisses du duc d'Orléans.
Son épouse Françoise décède en 1722.
Jean Doublet meurt le 20 décembre 1728 à Barneville-la-Bertran.

### Sources et bibliographie
: document utilisé comme source pour la rédaction de cet article.
- Jean Doublet, Yvon Le Cozannet (présenté par) et Gérard Ducable (présenté par), Le corsaire du Roi-Soleil, Monaco, Editions du Rocher, coll. « Aventure et aventuriers. », 1990, 333 p. (ISBN 978-2-268-00890-5, OCLC 22178585)
- Patrick Villiers, 13e Colloque International du CRLV : L'Aventure maritime. Pirates, corsaires et flibustiers., 1999 (page consultée le 31 mars 2007) [lire en ligne]
- Gilbert Buti et Philippe Hrodej, Dictionnaire des corsaires et des pirates, Paris, CNRS Éditions, 2013, 989 p. (ISBN 978-2-271-06808-8), p. 223-227.
- Jean Doublet, Journal du corsaire Jean Doublet de Honfleur, lieutenant de frégate sous Louis XIV (Éd.1887), Hachette Livre BNF, coll. « Histoire », 2012  (ISBN 978-2012557901)
- Jean Doubet, Journal du corsaire Jean Doublet de Honfleur, lieutenant de frégate sous Louis XIV, publié d'après le manuscrit autographe par Charles Bréard, Bibliothèque Nationale de France [lire en ligne]
- Elizabeth Noël Le Coutour, Le honfleurais aux sept naufrages, Jean Doublet, L'Harmattan, 1996  (ISBN 2-7384-4745-7)
- Michel Vergé-Franceschi (dir.), Dictionnaire d'Histoire maritime, Paris, éditions Robert Laffont, coll. « Bouquins », 2002, 1508 p. (ISBN 2-221-08751-8 et 2-221-09744-0)